# 吉津村 (香川県)
吉津村（よしづむら）は、香川県三豊郡にあった村。現在の三豊市三野町吉津。

## 歴史
- 1890年2月15日 - 町村制施行に伴い、三野郡吉津村が発足。
- 1899年4月1日 - 三野郡が豊田郡と合併し、三豊郡となる。
- 1955年4月1日 - 下高瀬村・大見村と新設合併し、三野村が発足。同日付で吉津村を廃止。